# Pseudabris
Pseudabris is een geslacht van kevers uit de familie oliekevers (Meloidae).
Het geslacht is voor het eerst wetenschappelijk beschreven in 1894 door Fairmaire.

## Soorten
Het geslacht omvat de volgende soorten:
- Pseudabris hingstoni (Blair, 1927)
- Pseudabris longiventris (Blair, 1927)
- Pseudabris przewalskyi (Dokhtouroff, 1887)
- Pseudabris tigriodera Fairmaire, 1894